# Permis de travail turc
Vous pouvez aider à l'améliorer ou bien discuter des problèmes sur sa page de discussion.
- Il peut contenir un travail inédit ou des déclarations non vérifiées. Vous pouvez l’améliorer en ajoutant des références. (Marqué depuis novembre 2016)

Vous pouvez aider à l'améliorer ou bien discuter des problèmes sur sa page de discussion.
- Il ne cite pas suffisamment ses sources. Vous pouvez indiquer les passages à sourcer avec {{référence nécessaire}} ou {{Référence souhaitée}}, et inclure les références utiles en les liant aux notes de bas de page. (Marqué depuis novembre 2016)
- Il ne s’appuie pas, ou pas assez, sur des sources secondaires ou tertiaires. (Marqué depuis novembre 2016)

- Archive Wikiwix
- Bing
- Cairn
- DuckDuckGo
- E. Universalis
- Gallica
- Google
- G. Books
- G. News
- G. Scholar
- Persée
- Qwant
- (zh) Baidu
- (ru) Yandex
- (wd) trouver des œuvres sur Wikidata

Toute personne étrangère résidant en Turquie et souhaitant travailler de manière dépendante ou indépendante est forcée d'acquérir un permis de travail turc. Le permis de travail turc et le permis de résidence sont deux documents différents octroyant des droits différents au détenteur. Les détenteurs de permis de travail n'ont pas l'obligation de détenir le permis de résidence.
Le permis de travail en Turquie est émis la Direction générale du travail international (Uluslararsı İşgücü Genel Müdürlüğü) sous la supervision du ministère du Travail et de la Sécurité sociale (Çalışma de Sosyal Güvenlik Bakanlığı), tandis que les permis de séjour sont distribués par la Direction générale de la gestion de l'immigration (Göç İdaresi Genel Müdürlüğü) sous la supervision du ministère de l'Intérieur (İçişleri Bakanlığı),.
La loi turque oblige les sociétés désireuses d'employer des étrangers à disposer d'un capital rémunéré d'au moins 100 000 livres turques et de cinq travailleurs turcs pour chaque travailleur étranger qu'ils souhaitent employer,.

## Différents types de permis de travail
Plusieurs types de permis de travail peuvent être accordés selon des critères prédéfinis par la loi turque. Les permis de travail attribués en Turquie sont associés à une entreprise, forçant le détenteur du permis de travail de travailler dans une entreprise prédéfinie.
La loi turque stipule que toute entreprise souhaitant employer des étrangers doit remplir deux critères :
- Avoir un capital rémunéré d'au moins 100 000 livres turques, c'est-à-dire le montant qui a été injecté dans l'entreprise ;
- Avoir au moins cinq employés turcs ; pour chaque nouvel étranger employé, l'entreprise doit avoir au moins cinq employés turcs supplémentaires.

Ces critères peuvent ne pas être pris en compte sous certaines conditions.

### Permis de travail à période déterminée
Le permis de travail à période déterminée est le type de permis de travail le plus répandu et le plus accessible par les personnes souhaitant acquérir un permis de travail en Turquie. Le permis de travail à période déterminée contraint le détenteur du permis de travail à être employé par un employeur prédéfini, dans une zone géographique limitée,  pour une profession précisée,  pendant un temps délimité et  avec une durée de validité allant jusqu’à un an pour la première candidature.
Le permis de travail peut être étendu d'un an à chaque renouvellement sous condition que le détenteur de la carte travaille pour le même employeur. Les candidatures pour ce permis de travail peuvent être faites à l’intérieur de la Turquie, par le biais d’une demande déposée au Ministère du Travail et de la Sécurité Sociale, ou faites à l’extérieur de la Turquie, par le biais d’une demande déposée à un consulat de Turquie,.

### Permis de travail à période indéterminé
Le permis de travail à période indéterminée est un permis de travail offrant la possibilité au détenteur de travailler de manière plus libre par rapport au permis de travail à période déterminée. Les limitations concernant la zone géographique,  l’employeur,  la profession,  la durée ne sont plus prises en compte. De plus ce type de permis n’a pas de date d’expiration. De cette manière le détenteur de la carte peut travailler librement en Turquie. Toutefois, pour obtenir le permis de travail à durée indéterminée, le candidat doit avoir vécu en Turquie pendant au moins huit ans de manière ininterrompue ou il doit avoir travaillé pendant huit ans de manière légale en Turquie.

### Permis de travail indépendant
Le permis de travail indépendant est un permis de travail offrant des possibilités semblables au permis de travail à période indéterminée avec plus de liberté. Les limitations concernant  la zone  géographique, l’employeur,  la profession, la durée ne sont plus prises en compte. De plus ce type de permis permet au titulaire de créer sa propre entreprise ou compagnie légalement en Turquie. Toutefois, pour obtenir le permis de travail à durée indéterminée, le candidat doit avoir vécu en Turquie de manière ininterrompue et légale pendant au moins cinq ans. En vertu de la nouvelle loi[Laquelle ?], les actionnaires gérants de sociétés anonymes, les actionnaires membres du conseil d'administration des sociétés par actions et les gestionnaires d'actionnaires de société commandite sont tenus d'obtenir un permis de travail.

### Permis exceptionnel de travail
Le permis exceptionnel de travail permet aux étrangers de travailler sans prendre en considération les exigences du ministère du Travail et de la Sécurité sociale. Le permis exceptionnel de travail est fourni après une étude du dossier menée par le ministère de l'Intérieur.

### Carte turquoise
La carte turquoise permet à un étranger de bénéficier des mêmes droits que le permis de travail à durée indéterminée avec une durée de trois ans pour commencer. Elle accorde également au conjoint du titulaire et aux enfants à charge le droit de séjourner en Turquie pour la durée de la carte turquoise. La carte turquoise est délivrée sur la recommandation de la direction générale du travail international (Uluslararası İşgücü Genel Müdürlüğü) en tenant compte de plusieurs facteurs tels que  le niveau d'éducation du candidat,  son expérience professionnelle,  sa contribution à la science et à la technologie,  l'impact des activités et des investissements en Turquie sur l'économie et l'emploi.
Alors que la carte turquoise a été approuvée par le gouvernement turc le 28 juillet 2016 et que les conditions générales et les grandes lignes ont été déterminées, certains détails concernant les détails de la carte et les critères d'éligibilité sont toujours en attente,.